# Vallée des Belleville
La vallée des Belleville, parfois vallée de Belleville, est une vallée alpine du massif de la Vanoise, située en Tarentaise dans le département de la Savoie. Elle est couverte par la commune des Belleville et par une partie de la commune de Salins-Fontaine.

## Toponymie
Le nom de la vallée est Les Belleville, même si l'on trouve parfois la forme au singulier vallée de Belleville. Le mot « ville », latin villa, désigne au cours de la période médiévale le village principal de la paroisse.

## Géographie

### Localisation
Un peu avant Les Menuires, le torrent de Péclet et le torrent du Lou se rencontrent et donnent naissance au Doron de Belleville, qui se jette dans le Doron de Bozel à Salins-les-Thermes (qui lui-même se jette peu après dans l'Isère à Moûtiers).

### Communes
La vallée des Belleville correspond au territoire de la commune des Belleville et une partie de celle de Salins-Fontaine.
| Nom             | Code Insee | Intercommunalité      | Superficie (km2) | Population (dernière pop. légale) | Densité (hab./km2) |
| --------------- | ---------- | --------------------- | ---------------- | --------------------------------- | ------------------ |
| Les Belleville  | 73257      | CC Cœur de Tarentaise | 226,84           | 2 975 (2015)                      | 13                 |
| Salins-Fontaine | 73284      | CC Cœur de Tarentaise | 8,64             | 1 002 (2014)                      | 116                |

Les Belleville sont une commune nouvelle, créée en 2016, qui regroupe les communes de Saint-Martin-de-Belleville et de Villarlurin. En 1971, l'ancienne commune de Saint-Laurent-de-la-Côte avait été unie à Saint-Martin-de-Belleville. La commune de Saint-Jean-de-Belleville les rejoint en 2019.

## Histoire
Adolphe Gros, qui reprend les travaux de Joseph-Antoine Besson citant pour preuve (no 58) un règlement entre les chanoines réguliers et séculiers de l'Église de Tarentaise, indique que le nom de Belleville est mentionné pour la première fois en 1258, Apud Bellam villam. Une seconde mention en 1283, curatus ecclesie Belleville (Besson preuve n°66), laisse croire que la vallée ne forme qu'une seule paroisse.

## Économie

### Sport et tourisme

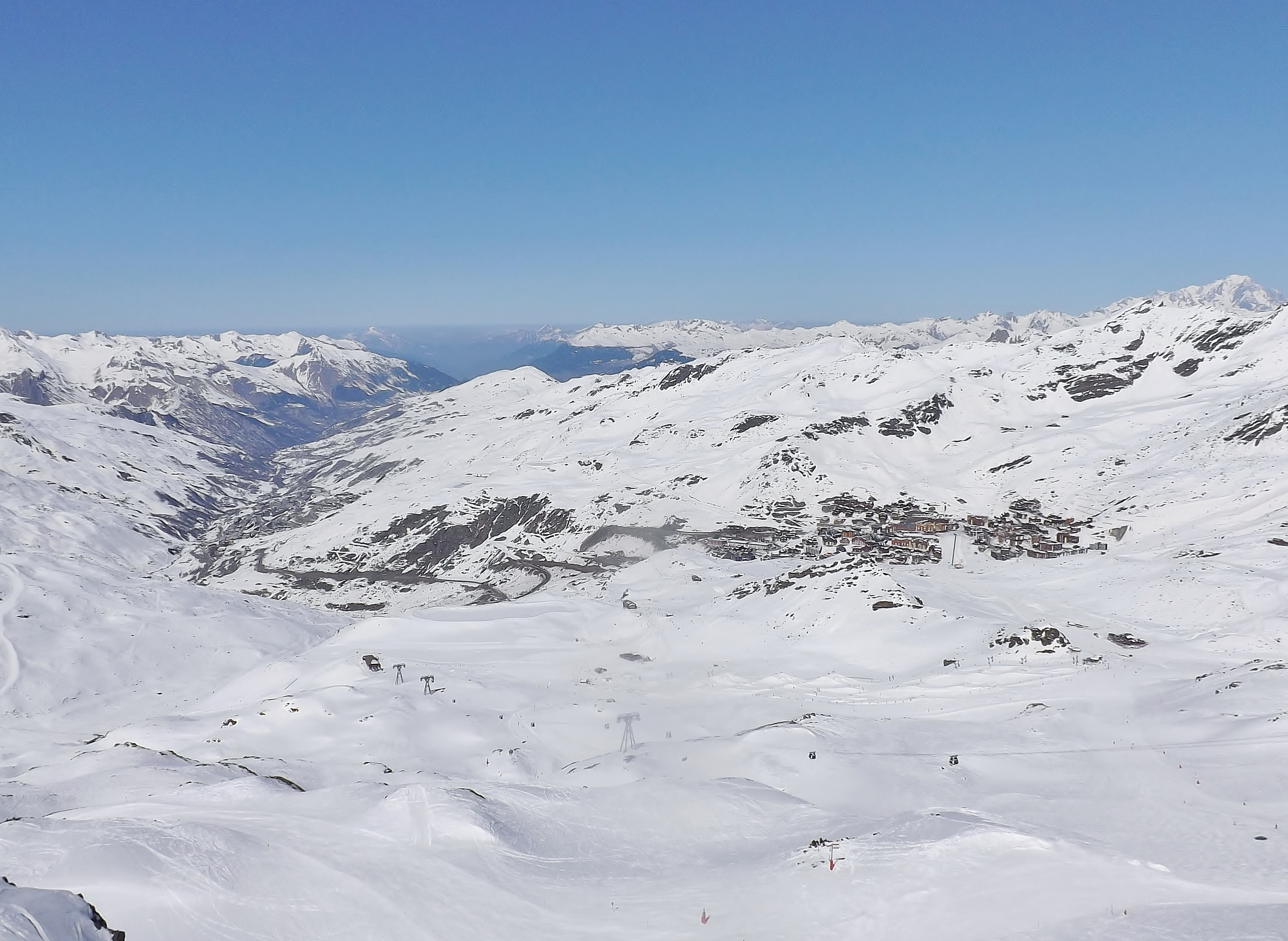
Vue de la vallée depuis la station de Val Thorens.

La commune des Belleville réunit les trois stations de sports d'hiver de Val Thorens, des Menuires et de Saint-Martin-de-Belleville. Ces trois stations appartiennent au grand domaine skiable des Trois Vallées. La station voisine de Valmorel amène également des skieurs sur les crêtes au-dessus de Saint-Jean-de-Belleville.
La capacité d'accueil de la commune et des trois stations, par des infrastructures marchandes et non marchandes, est estimée à un peu plus de 68 699 lits, pour 9 158 établissements, en 2018. La capacité strictement touristique (marchande) est estimée à environ 29 146 lits à cette date.
Le tourisme d'été y est également important, avec de nombreux sentiers de randonnées et activités estivales dans les stations. Des vallées secondaires épargnées par les remontées mécaniques, comme le vallon du Lou ou la vallée des Encombres (cette dernière est épargnée par les remontées mécaniques mais pas par les pylônes électriques haute tension), sont particulièrement appréciées des promeneurs et randonneurs.